# Зауэр, Карл Марквард
Карл Марквард Зауэр (нем. Carl Marquard Sauer; 1827 — 1896) — немецкий писатель и лингвист.
Автор множества распространенных грамматик английского, французского, итальянского и испанского языков.
Напечатал ряд романов и новелл:
- «Дети своего времени» (нем. «Kinder der Zeit»; Ганновер, 1870),
- «Спириты» (нем. «Die Spiritisten»; 1871);
- «Друзья и покровители» (нем. «Freunde und Gönner»; Гёрлиц, 1879) и др.

Опубликовал биографию Алессандро Манцони (2 изд., Прага, 1873) и «Историю итальянской литературы» (нем. «Geschichte der italienischen Literatur»; Лейпциг, 1883).